# Jacques-Marie-Joseph-Edmond-Ignace Trancart
Jacques-Marie-Joseph-Edmond-Ignace Trancart, francoski general, * 1881, † 1952.